# Byram, Connecticut
Byram är en ort i Fairfield County i delstaten Connecticut, USA.